# Урожай (стадион, Караваево)
Спортивный комплекс «Урожа́й» (разг. — Стадион «Урожай») — стадион в посёлке Караваево вблизи Костромы.
Введён в эксплуатацию в конце сентября 1978 года. Строительство велось силами населения посёлка, методом народной стройки. Финансирование производилось за счёт средств социального страхования колхозников, профсоюзов области и привлечённых организаций.
В 1998 году спортивный комплекс был передан администрации Костромской области.
Стадион дважды принимал матчи ⅛ финала Кубка России .
В 2016 году на стадионе проходили матчи по хоккею с мячом на призы Святейшего Патриарха.
В мае 2022 года на стадионе прошло первенство Костромской области по бейсболу.

## Состав спортивного комплекса
- Стадион с трибунами на 4260 мест.
- Корпус с 5-ю специализированными спортивными залами.
- Восстановительный центр с сауной, бассейном и спортивным залом.

## Футбол

### Значимые футбольные матчи
| 15 марта 2006 1/8 финала КР | Спартак (Кострома) | 0:3   | ЦСКА (Москва) | Караваево      |
|                             |                    | отчёт |               | Зрителей: 3000 |

| 25 октября 2017 1/8 финала КР | Шинник (Ярославль) | 4:0   | Олимпиец (Нижний Новгород) | Караваево     |
|                               |                    | отчёт |                            | Зрителей: 500 |

### Самые посещаемые футбольные матчи
| 1 | 3500 | 82,16% | 18 апреля 2002  | Спартак (Кострома) — Спартак-Телеком (Шуя) | 2:1 |
| 2 | 3400 | 79,81% | 13 июля 2005    | Спартак (Кострома) — Томь (Томск)          | 2:0 |
| 3 | 3300 | 77,46% | 2 мая 2008      | Спартак (Кострома) — Зеленоград (Москва)   | 4:1 |
| 4 | 3300 | 77,46% | 21 августа 2024 | Спартак (Кострома) — 2Drots (Москва)       | 1:0 |

### Футбольные матчи первенства России
| Хозяева поля                  | Сезон                     | Результаты | Результаты | Результаты | Результаты | Результаты | Результаты | Результаты | Результаты |
| Хозяева поля                  | Сезон                     | И          | В          | Н          | П          | МЗ         | МП         | РМ         | В %        |
| ----------------------------- | ------------------------- | ---------- | ---------- | ---------- | ---------- | ---------- | ---------- | ---------- | ---------- |
| Текстильщик-Телеком (Иваново) | ПФЛ 2007, первый дивизион | 2          | 0          | 1          | 1          | 0          | 1          | −1         | 000,00     |
| Шинник (Ярославль)            | ФНЛ 2017/18               | 11         | 5          | 2          | 4          | 12         | 10         | +2         | 045,45     |